# Erzbischöfliche Knabenseminarstiftung Freising
Die Erzbischöfliche Knabenseminarstiftung Freising wurde im Jahr 1826 errichtet. Sie ist eine kirchliche Stiftung des öffentlichen Rechts gemäß Artikel 21 ff. des Bayerischen Stiftungsgesetzes. Die Stiftungssatzung in der Fassung vom 18. Februar 1992 bestimmt ihre Tätigkeit.
Die Stiftung verfolgt ausschließlich gemeinnützige und kirchliche Zwecke. Ihr satzungsmäßiger Zweck ist die Unterhaltung eines Studienseminars in Freising und die Förderung anderer Studienseminare der Erzdiözese München und Freising sowie der Domsingknaben am Liebfrauendom in München. Die Organe der Stiftung sind der Verwalter, der das Vermögen der Stiftung verwaltet und die Stiftung gerichtlich und außergerichtlich vertritt sowie der Vermögensrat. Zur Erfüllung ihres Zweckes ist die Stiftung mit Grund und Boden, mit Geld und Gegenständen sowie mit der Gewährleistung der Erzdiözese München und Freising ausgestattet. Seit der Schließung des Studienseminars auf dem Domberg in Freising im Jahr 1968 ist die Stiftung ausschließlich fördernd tätig.